# ديفيد هويل (لاعب شطرنج)
ديفيد هويل (بالإنجليزية: David Howell) هو لاعب شطرنج بريطاني، ولد في 14 نوفمبر 1990 في إيستبورن في المملكة المتحدة. بطل بريطاني ثلاث مرات (2009 و 2013 و 2014)، يحمل الرقم القياسي لكونه أصغر شخص بريطاني يحقق لقب أستاذ كبير، حصل في سن 16.

## النشأة
ولد هويل في إيستبورن إلى أنجيلين (من سنغافورة) ومارتن هويل. لديه أخت صغيرة ويعيش مع عائلته في سيفورد، شرق ساسكس.

## مهنة

### 1998-2007: معجزة الشطرنج إلى أستاذ كبير
يلعب هويل الشطرنج منذ أن كان يبلغ من العمر خمس سنوات وثمانية أشهر، بعد شراء والده لعربة مستعملة مجموعة الشطرنج في سوق بيع البضائع المستعملة. سرعان ما تعلم هزيمة والده وسرعان ما لفت انتباه جمعية الشطرنج للناشئين، حيث تلقى دروسا من عدد من لاعبي المقاطعة الراسخين. تقدم بسرعة وأصبح البطل البريطاني في الفئات العمرية تحت 8 وتحت 9 وتحت 10 سنوات.
في أغسطس 1999، اشتهر هويل دوليا عندما حطم الرقم القياسي العالمي لأصغر لاعب هزم أستاذ كبير في مباراة رسمية. كان عمره 8 سنوات، عندما هزم جون نان في لعبة شطرنج سريع في أولمبياد العقل الرياضي. لا يزال هويل يحمل هذا الرقم القياسي. وهو أيضا أصغر لاعب في العالم تأهل للمنافسة في بطولة الشطرنج الوطنية، ويشارك في بطولة الشطرنج البريطانية في أغسطس 2000. وقال انه جاء في المركز الرابع في لاعب من الاقتراع العام الذي عقد من قبل الاتحاد البريطاني للشطرنج خلال عام 2000. في عام 2001، جاء هويل في المركز الأول في بطولة الشطرنج الأوروبية للشباب في الفئة تحت 12 والثانية المشتركة في بطولة العالم للشطرنج للشباب في نفس الفئة. في هاستينغز بطولة المتحدون في يناير 2001، أصبح هويل أصغر لاعب بريطاني على الإطلاق يهزم أستاذ كبير في كلاسيك التحكم في الوقت عندما فاز كولن مكناب.
في مارس 2002، تعادل هويل في آخر أربع مباريات مع بطل العالم لمجموعة أينشتاين، فلاديمير كرامنيك، ليصبح أصغر لاعب في العالم يسجل ضد بطل العالم في الشطرنج في مباراة شطرنج منظمة. أدت الدعاية الناتجة إلى نشر مقالات في جميع الصحف الوطنية البريطانية الرئيسية وظهورها في سي بي بي سي (قناة تلفزيونية)، أخبار القناة الرابعة البريطانية، و ريتشارد وجودي. كما انتشرت التغطية الواسعة التي تلقاها باعتباره لاعب الشطرنج الشاب الأكثر موهبة في المملكة المتحدة إلى الظهور في تلفزيون الإفطار، بلو بيتر، نيكلوديون، صباح الخير يا أمريكا والعديد من البرامج الإخبارية المحلية. في حفل توزيع جوائز متلفز للشباب الأكثر موهبة في بريطانيا، حصل على جائزة من قبل باتريك مور.
ربما كان التقدم أكثر قياسا خلال فترة مراهقته المبكرة إلى المتوسطة، لكن هويل استمر في مواجهة جميع التحديات البارزة، أولا كسب لقبالماستر الدولي، وبلغت ذروتها في أن تصبح أستاذ كبير في سن السادسة عشرة، أصغر من أي وقت مضى في المملكة المتحدة. على طول الطريق، كان أداؤه جيدا في هاستينغز بطولة على غرار خروج المغلوب (طبعة 2004-5)، حيث تم إقصاؤه في مرحلة ربع النهائي (الجولة 5) من قبل المدير العام البولندي القوي بارتوش سو أوشكو. على الرغم من جهوده المستمرة في المجلس المتقلب، استمر في الدراسة للغة الفرنسية والألمانية (بطلاقة في كليهما) والرياضيات أ-المستويات، في كلية إيستبورن.
حصل على ثلاثة نورم مطلوب للعنوان أستاذ كبير بين عامي 2004 و 2007؛ هذه تتألف من 4 نكل بطولة الفريق (موسم 2004/5)، وتأهل إلى لقب أستاذ كبير في 5 يناير 2007، عن عمر يناهز 16 عاما. من خلال القيام بذلك، كسر هويل سجل لوك ماكشين كأصغر أستاذ كبير على الإطلاق من المملكة المتحدة، تم تعيينه في عام 2000، بستة أشهر.

### 2007-يومنا هذا: نجاح البطولة واستمرار تسلق التصنيف
منذ أن أصبح أستاذا كبيرا في عام 2007، شارك هويل في مجموعة متنوعة من المسابقات؛ حصل على نصيب من المركز الرابع في البطولة البريطانية في ذلك العام واستمر في الحصول على جائزة لاعب العام اتحاد الشطرنج الإنجليزي. ارتفاع كبير في بلده في تصنيف إيلو تبع إنجازاته لعام 2008، بدءا من النصر في أندورا، حيث سجل 8/9 نقاط، متقدما على كبار الأساتذة ذوي الخبرة خوليو غراندا زو أوشيغا و ميخائيل مارين. وتابع هذا مع حصة من المركز الثالث في بطولة العالم للشطرنج للناشئين في غازي عنتاب، حيث كان دائما يتحدى الصدارة. في قوي جدا بطولة الاتحاد الأوروبي الفردية المفتوحة للشطرنج في ليفربول أنهى مع حصة من المركز الخامس على الرغم من خسارة في الوقت المحدد ثم ذهب للفوز السنوي فينترتور، متقدما على أساتذة آخرين، من بينهم بطل باراغواي السابق أكسل باخمان وأبطال سويسريون سابقون جوزيف غالاغر وفلوريان جيني. في أولمبياد الشطرنج من 2008، عقدت في درسدن، انضم إلى فريق إنجلترا على متن 3 وساهم 7½/11 لتصنيف أداء البطولة من 2675.
كان هويل بطل الشطرنج البريطاني السريع في عام 2008 برصيد 10/11 نقطة، وفي عام 2009 برصيد 9/11. انه تعادل لأول مرة مع اندريه ايستر ارمسكو، رومان إدوار ومارك هيبدن في 2009/10 مؤتمر هاستينغز الدولي للشطرنج. في أغسطس 2009، فاز هويل بالبطولة البريطانية لأول مرة بتسجيله 9/11. احتل المركز الثالث في الشطرنج الكلاسيكية لندن في ديسمبر. فاز ببطولة الشطرنج البريطانية السريعة مرة أخرى في عام 2010 بنتيجة 10½/11. في عام 2012 فاز هويل بطولة الشطرنج. في أغسطس 2013 فاز هويل بلقبه الثاني في البطولة البريطانية برصيد 9½ / 11 نقطة. في العام التالي شارك المركز الأول مع جوناثان هوكينز في بطولة الشطرنج البريطانية 101. احتل هويل المركز الثاني في 2015 مهرجان جبل طارق للشطرنج البطولة بنتيجة 8/10، بفارق نصف نقطة هيكارو ناكامورا. في ديسمبر 2015، فاز هويل الافتتاحية بطولة خروج المغلوب البريطانية، الذي عقد جنبا إلى جنب مع 7 لاعبين من لندن في الشطرنج كلاسيك، بفوزه في النهائي نيكولاس بيرت 4–2.
في الاتحاد الدولي للشطرنج قائمة التصنيف في أغسطس 2015 وصل إلى تصنيف 2712 وبالتالي انضم إلى صفوف أكثر من 2700 لاعب لأول مرة. مثل هويل إنجلترا في 42 و43 أولمبياد الشطرنج، مما يساعد فريقه على 9 و 5 أماكن، على التوالي. في عام 2019، اقترب هويل من التأهل لـ مسابقة الترشح 2020-21 البطولة بعد سلسلة من النتائج الجيدة في بطولة الاتحاد السويسري الكبرى 2019 البطولة، قبل أن يخسر أمام وانغ هاو، التصفيات النهائية.
في أستانا في عام 2019، كان هويل جزءا من فريق إنجلترا الذي فاز بالميدالية الفضية في بطولة العالم للشطرنج. كما أكسبه أدائه على متن الطائرة 3 ميدالية برونزية فردية. كما حصل على ميدالية ذهبية فردية على متن الطائرة 3 في أولمبياد الشطرنج 44 في عام 2022، حقق أعلى تصنيف أداء للحدث. يستضيف بانتظام شطرنج 24 التعليق على البطولات الكبرى، مثل مسابقة الترشح 2020-21.

## وصلات خارجية
- ديفيد هويل على موقع الاتحاد الدولي للشطرنج (الإنجليزية)
- ديفيد هويل على موقع مباريات الشطرنج (الإنجليزية)
- ديفيد هويل على موقع 365Chess.com (الإنجليزية)
- ديفيد هويل على موقع Chesstempo.com (الإنجليزية)
- ديفيد هويل على موقع الاتحاد الأمريكي للشطرنج (الإنجليزية)
- ديفيد هويل سجل أولمبياد الشطرنج على موقع OlimpBase.org (الإنجليزية)